# Bristol 408
Bristol 408 – luksusowy samochód osobowy produkowany przez brytyjską firmę Bristol Cars w latach 1963–1966. Następca modelu 407. Do napędu używano silników V8. Moc przenoszona była na koła tylne poprzez 3-biegową automatyczną skrzynię biegów. Został zastąpiony przez model 409.

## Dane techniczne

### Silnik
- V8 5,1 l (5130 cm³), 2 zawory na cylinder, OHV
- Układ zasilania: gaźnik
- Średnica × skok tłoka: 98,55 mm × 84,07 mm
- Stopień sprężania: 9,0:1
- Moc maksymalna: 253,5 KM (186,4 kW) przy 4400 obr./min
- Maksymalny moment obrotowy: 460 N•m przy 2800 obr./min

### Osiągi
- Przyspieszenie 0-80 km/h: 7,2 s
- Przyspieszenie 0-100 km/h: 9,2 s
- Prędkość maksymalna: 203 km/h